# Keith Hopkins
Morris Keith Hopkins (20 giugno 1934 – 8 marzo 2004) è stato uno storico e sociologo britannico.
È stato professore di storia antica presso l'Università di Cambridge dal 1985 al 2000.

## Biografia
Hopkins ha avuto un percorso relativamente non convenzionale per la cattedra di Cambridge. Dopo la Brentwood School, si laureò in lettere classiche al King's College di Cambridge nel 1958. Trascorse del tempo come studente laureato, molto influenzato da Moses Finley, ma se ne andò prima di completare il dottorato per una cattedra di assistente in sociologia presso l'Università di Leicester (1961-1963).
Hopkins è tornato a Cambridge come ricercatore presso il King's College di Cambridge (1963-1967) mentre allo stesso tempo ha tenuto una cattedra alla London School of Economics, prima di trascorrere due anni come professore di sociologia alla Hong Kong University (1967-1969). Dopo altri due anni alla LSE (1970-1972), si trasferì alla Brunel University come professore di sociologia nel 1972, ricoprendo anche la carica di preside della facoltà di scienze sociali dal 1981 al 1985. È famoso soprattutto per Conquerors and Slaves, mentre sosteneva che gli storici antichi non avevano bisogno di sottomettersi alle fonti che studiavano, ma piuttosto esigevano che fossero messe in discussione e comprese nel loro più ampio contesto di interazione. Il suo ripensamento della metodologia tradizionalista e il famoso disaccordo con il tradizionalista Millar, lo rendono uno degli storici antichi più influenti del XX secolo.
Nel 1985 Hopkins è stato eletto alla cattedra di Cambridge nella storia antica. Il resoconto più completo della sua carriera e del suo significato come storico antico è nella sua necrologia della British Academy.